# 정통트로츠키주의
정통트로츠키주의(러시아어: Ортодоксальный троцкизм)는 트로츠키 사후 발생한 다원주의 경향들을 배격하고, 레프 트로츠키의 볼셰비즘을 계승하고 초기 제4인터내셔널의 사상을 신봉하는 트로츠키주의 조류이다.

## 역사
1953년 제4인터내셔널이 공중분해되면서 정통트로츠키주의라는 개념이 부상하기 시작하였다. 이때 탄생한 정통트로츠키주의자들은 트로츠키 사후 주류였던 제3진영론자들이 주장하는 공산주의 국가와 자본주의 국가에 대한 양비론을 비판하였고, 소련에 대해 노동자 국가로 정의하였다.
정통트로츠키주의자들은 사상적 통일을 추구하며 다른 분파와도 협력을 모색했지만 트로츠키주의는 끊임없이 분열하였고, 1963년, 1973년에는 이들 진영에서도 대분열이 발생하였다.
1. ↑  https://www.wsws.org/en/articles/2002/04/iso-a29.html